# شرلوک هولمز (مجموعه تلویزیونی ۲۰۱۳)
شرلوک هولمز (به روسی: Шерлок Холмс) مجموعه‌ای تلویزیونی در ژانر جنایی ساخت کشور روسیه است. این مجموعه، براساس داستان‌های کارآگاهی شرلوک هولمز نوشتهٔ سر آرتور کانن دویل ساخته شده‌است و پخش آن از نوامبر ۲۰۱۳ شروع شد. ایگور پترنکو در این فیلم در نقش شرلوک هولمز، و اندری پانین در نقش جان واتسون ایفای نقش می‌کنند. ۱۶ قسمت از این سریال منتشر شده‌است؛ که اولین قسمت آن در اواخر سال ۲۰۱۳ میلادی منتشر شد. داستان از ابتدا آغاز می‌شود؛ هنگامی که واتسون تازه از هندوستان به انگلستان بازگشته و دوستش او را به شرلوک هولمز معرفی می‌کند و طولی نمی‌کشد که آن‌ها همخانه می‌شوند و واتسون در پرونده‌های هولمز به او کمک می‌کند. سپس، در هر قسمت یکی از داستان‌های شرلوک هولمز اثر سر آرتور کانن دویل، به تصویر کشیده می‌شود.